# ホオアカアメリカムシクイ
ホオアカアメリカムシクイ (Dendroica tigrina) は、鳥類の一種。新北区、新熱帯区に生息する。
この種はケープメイでは100年間記録されなかったが、現在では珍しい外来として知られている

## 説明

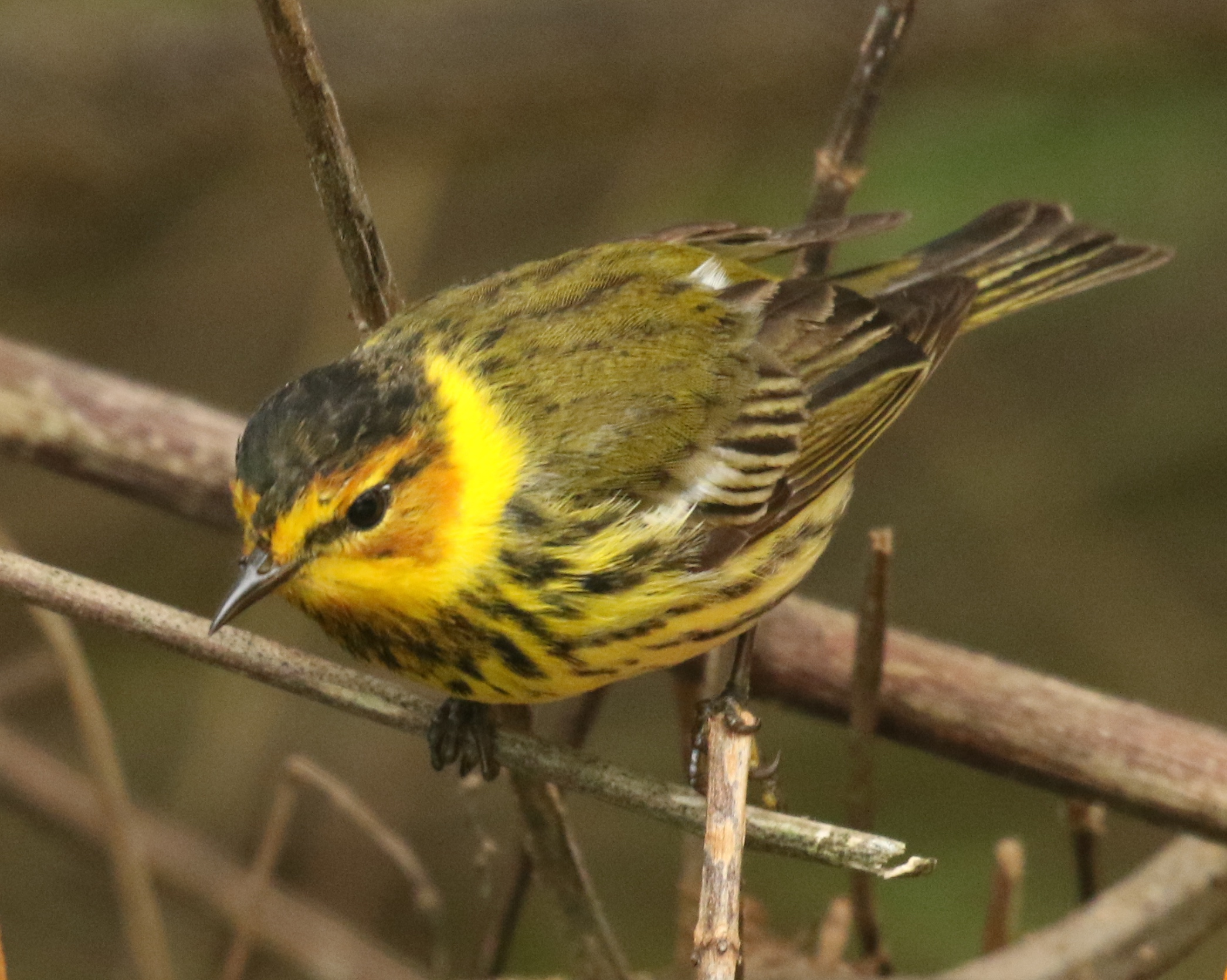
サウスパドレ島-テキサス にて